# ニクサ・バレザ
ニクサ・バレザ（Nikša Bareza, 1936年3月31日 -  2022年1月17日）は、ユーゴスラビア王国出身の指揮者。

## 生涯
ユーゴスラビア王国領スプリト出身。ザグレブ音楽院でロヴロ・フォン・マタチッチに指揮法を学び、1959年に卒業後、モーツァルテウム音楽院でヘルマン・シェルヘンの薫陶を受けた。ミラン・ザックスやヘルベルト・フォン・カラヤンのレッスンも受けた。
1965年から1974年までザグレブ歌劇場の指揮者を務め、1972年にはウィーン国立歌劇場に初登場を果たした。1978年から1981年までチューリヒ歌劇場、1981年から1990年までグラーツ市立歌劇場の音楽総監督とグラーツ・フィルハーモニー管弦楽団の首席指揮者を歴任した。1991年からクロアチア国営放送交響楽団の首席指揮者を務め、ミラノ・スカラ座にも度々客演するようになった。